# Pisciatello
Il Pisciatello è un torrente, affluente di sinistra del Rubicone, che nasce nella fascia collinare della provincia di Forlì-Cesena.

## Percorso
Sgorga a 380 metri s.l.m. alle pendici del monte Strigara, presso il passo dei Meloni, nel territorio Sogliano al Rubicone, nella località di Strigara. Incassato in una stretta valle e circondato da boschi, il Pisciatello entra nel comune di Roncofreddo scorre sinuosamente verso nord sino alla frazione di Ardiano, dove volge il suo percorso verso nord-est. Presso Sorrivoli, dove la valle si apre e le macchie boscose lasciano spazio ai campi coltivati, interseca la strada provinciale 75 e, una volta superata quest'ultima località marca il confine tra i territori comunali di Cesena e Montiano. Nel tratto fra Montiano e Calisese, il torrente scorre fra le ultime colline cesenate entrando quindi in pianura e mantenendo un andamento sinuoso. Lasciata Calisese il torrente volge verso nord-ovest lambendo la frazione cesenate di Case Castagnoli, dove interseca la via Emilia e riceve in sinistra orografica il rio Donegallia. Dopo aver formato un'ansa verso nord-est, interseca la ferrovia Bologna-Ancona e la strada statale 726 Tangenziale di Cesena. Dopo aver ricevuto in sinistra idrografica le acque del rio Marano, bagna la frazione di Ponte Pietra e assume quindi un percorso regolare venendo al contempo fiancheggiato dalla strada statale 304. Dopo aver toccato Villa Casone e Macerone, entra nel territorio del comune di Cesenatico. Qui prosegue il suo percorso ormai canalizzato sino alla frazione di Villamarina dove curva verso est ricevendo alla destra orografica il Rigossa e sfociando poco dopo, a sud dell'abitato di Gatteo a Mare, in sinistra del Rubicone.

## Regime idrografico
Il corso d'acqua, avendo un carattere torrenziale e una portata instabile nonché fortemente mutevole nel corso delle stagioni, ha modificato parecchie volte il proprio corso nelle zone di pianura. Per quanto riguarda le zone collinari invece il fiume ha mantenuto immutato nel tempo il suo corso. Il bacino imbrifero di raccolta acque del Pisciatello è di 116 km² mentre la portata media si attesta intorno a 0,63 m³/s.

## Etimologia
Alcuni storici sostengono che il Pisciatello possa associarsi al Rubicone, il famoso fiume che Gaio Giulio Cesare attraversò rendendo palese il suo attacco al senato romano.
Nelle zone collinari, fino alla località di Calisese, il fiume è chiamato in dialetto romagnolo Urgon (traduzione dialettale di Rubicone).